# Basilio el Grande
San Basilio de Cesarea (ca. 330-1 de enero de 379), llamado Basilio el Magno o Basilio el Archimandrita (en griego: Μέγας Βασίλειος), fue obispo de Cesarea y preeminente clérigo del siglo IV. Es santo de la Iglesia ortodoxa y uno de los cuatro principales Padres de la Iglesia Griega, junto con San Atanasio, San Gregorio Nacianceno y San Juan Crisóstomo. Basilio, Gregorio Nacianceno y Gregorio de Nisa (hermano de Basilio) son denominados los Padres Capadocios. Es también santo y doctor de la Iglesia católica y figura en el Calendario de Santos Luterano.
Basilio fue un influyente teólogo que apoyó el Credo Niceno y se opuso a las herejías en la Iglesia cristiana primitiva, enfrentándose tanto al arrianismo como a los seguidores de Apolinar de Laodicea y los macedonianos. Su habilidad para equilibrar sus convicciones teológicas con sus conexiones políticas hizo de Basilio un poderoso defensor de la posición nicena.
Además de su labor como teólogo, Basilio era famoso por su atención a los pobres y menos favorecidos. Basilio estableció directrices para la vida monástica centradas en la vida comunitaria, la oración litúrgica y el trabajo manual. Junto con Pacomio, se le recuerda como el padre del monacato comunitario en el cristianismo oriental.
La Iglesia ortodoxa y las Iglesias católicas orientales le han otorgado, junto con Gregorio de Nacianzo y Juan Crisóstomo, el título de Gran Jerarca. En la Iglesia católica se le reconoce como Doctor de la Iglesia. A veces se le conoce con el epíteto Ouranophantor (en griego: Οὐρανοφάντωρ), «revelador de los misterios celestiales».

## Biografía
Basilio nació alrededor del año 330 en Cesarea, Capadocia. Provenía de una familia acomodada y piadosa en la que hubo varios santos, entre ellos están su padre, también llamado Basilio, su madre Emelia, su abuela Macrina la Mayor, su hermana Macrina la Joven y sus hermanos Gregorio de Nisa y Pedro de Cesarea, que llegó a ser obispo de Sebaste. Algunos historiadores de la Iglesia han sugerido que Teosebia –que también es santa para la Iglesia Ortodoxa Oriental– fue su hermana menor.
Cuando aún era un niño su familia se trasladó al Ponto, pero pronto volvieron a Capadocia, a vivir con familiares de su madre, y según parece estuvieron al cuidado de su abuela Macrina. Ávido de saber, se trasladó a Constantinopla. Vivió allí y en Atenas unos cuatro o cinco años. En este último lugar tuvo como compañero de estudios a Gregorio Nacianceno, y entabló amistad con el que llegaría a ser emperador Juliano el Apóstata. Ambos estuvieron profundamente influenciados por Orígenes. Entre ambos escribieron una Antología llamada Philokalia.
Fue en Atenas donde comenzó a pensar seriamente en la religión y se decidió a buscar a los más famosos santos eremitas de Siria y Arabia para aprender de ellos el modo de alcanzar un estado de ferviente piedad y de mantener su cuerpo sometido mediante el ascetismo, lo que solía denominar “una vida filosófica”.
Después de esto lo encontramos al frente de un convento cerca de Arnesi en el Ponto, donde su madre Emelia, ya viuda, su hermana Macrina y otras mujeres se dedican a una piadosa vida de oración y obras de caridad. Eustacio de Sebaste ya había trabajado en Ponto a favor de una vida anacoreta, y Basilio le reverenciaba por ello, a pesar de que diferían sobre algunos aspectos dogmáticos, lo que poco a poco fue distanciándoles. Tomando partido desde el principio y en el Concilio de Constantinopla con los homoousianos, Basilio coincidió especialmente con los que superaron la aversión al homoousios oponiéndose al arrianismo, y de este modo aproximándose a Atanasio de Alejandría. Al igual que Atanasio, se opuso también a la herejía macedoniana.
Asimismo se distanció de su obispo, Dionisio de Cesarea, que únicamente había suscrito la forma de acuerdo de Nicea, y con el que se reconcilió sólo cuando este estaba a punto de morir. Fue ordenado presbítero de la Iglesia de Cesarea en 365; su ordenación fue probablemente consecuencia de los ruegos de sus superiores eclesiásticos, que deseaban utilizar su talento contra los arrianos, ya que, en esa parte del país, eran numerosos y gozaban del favor del emperador arriano, Valente, que reinaba en esa época en Constantinopla.
Tuvo una moción interior, que lo dirigió enteramente a Dios, como él mismo explica: Un día, como si despertase de un sueño profundo, volví mis ojos a la admirable luz de la verdad del Evangelio..., y lloré por mi miserable vida. 
En 370 muere Eusebio de Cesarea de Capadocia, obispo de Cesarea de Capadocia, y Basilio fue elegido para sustituirle. Fue entonces cuando se pudieron apreciar sus grandes dotes. Cesarea de Capadocia era una importante diócesis, y su obispo era, ex officio, exarca de la gran diócesis de Ponto. Apasionado y un tanto imperioso, Basilio también era generoso y accesible. Su celo por la ortodoxia no le impedía advertir las virtudes de sus adversarios; y por mor de la paz y la caridad renunciaba sin dificultad a utilizar la terminología ortodoxa cuando ello era posible sin sacrificar la verdad. Resistió con todo su poder al emperador Valente, que se esforzó en introducir el arrianismo en su diócesis, e impresionó tanto al emperador, que aunque estuvo tentado a eliminar al intratable obispo, terminó por dejarle tranquilo.
Para salvar a la Iglesia del arrianismo, Basilio inició contacto con Occidente, y mediante la ayuda de Atanasio intentó superar sus recelos hacia los homoiousianos. Las dificultades habían aumentado al plantear la cuestión de la esencia del Espíritu Santo. A pesar de que Basilio había defendido con objetividad la consustancialidad del Espíritu Santo con el Padre y el Hijo, se sumaba aquellos que, fieles a la tradición oriental, no admitían el predicado homoousios al tercero; esto se le había reprochado ya en 371 por los zelotes ortodoxos, que había entre los monjes, y Atanasio lo defendió. Mantuvo su relación con Eustacio a pesar de las diferencias dogmáticas, lo que provocó ciertos recelos. Por otra parte, Basilio fue gravemente ofendido por los defensores del homousianismo, que a él le parecían estar reviviendo la herejía sabeliana.
No vivió para ver el final de las desafortunadas controversias entre facciones y el éxito absoluto de sus esfuerzos para mediar entre Roma y Oriente. Sufrió una enfermedad del hígado que le produjo una muerte prematura. Un perdurable monumento a su dedicación episcopal hacia los pobres fue el gran instituto ante las puertas de Cesarea que fue utilizado como casa para los pobres, hospital y hospicio (lo llamó «Basiliades» y se podría decir que fue el germen de los modernos hospitales para enfermos).

## Escritos
Los principales escritos teológicos de Basilio son su De Spiritu Sancto, una lúcida y edificante reflexión sobre la Escritura y la tradición cristiana primitiva (para probar la divinidad del Espíritu Santo) y su Refutación de la apología del impío Eunomio, escrito en 363 o 364, tres libros contra Eunomio de Cícico, el máximo exponente del arrianismo anomeo. Los tres primeros libros de la Refutación son obra suya, los libros cuarto y quinto, que suelen también incluirse, no se deben a Basilio ni a Apolinar de Laodicea, sino quizás a Dídimo de Alejandría.
Fue célebre predicador; se han conservado muchas de sus homilías, incluida una serie de sermones cuaresmales sobre el Hexameron (los seis días de la Creación). Algunos, como el dedicado contra la usura y el referido al hambre, de 368, resultan de valor para la historia de la moral; otros muestran los honores que hay que rendir a mártires y reliquias. Sus incitaciones para que los jóvenes estudiaran literatura clásica, muestran que su propia educación tuvo una perdurable influencia sobre él, y que le enseñó a apreciar la importancia propedéutica de los clásicos.
Su inclinación hacia el ascetismo puede verse en las Moralia y Regulae, manuales de ética para utilizar en el mundo y en el claustro, respectivamente. De las reglas monásticas atribuidas a Basilio, la más breve de todas es la que más probablemente es obra suya.
Es en los manuales de ética y en los sermones morales donde se ilustran los aspectos prácticos de su teología teorética. Así, por ejemplo, es en su Sermón a los lazicanos donde encontramos que es nuestra naturaleza común la que nos obliga a tratar las necesidades de nuestros vecinos (v.gr.: hambre, sed) como si fueran nuestras, a pesar de que se trate de un individuo diferenciado. Posteriormente los teólogos explican explícitamente que esto es un ejemplo de cómo los santos se convierten en imagen de la naturaleza común de las personas de la Trinidad.
Sus trescientas cartas muestran un carácter rico y observador, que a pesar de los problemas derivados de su endeble salud y de sus vicisitudes eclesiásticas, permaneció optimista, tierno e incluso juguetón. Sus principales esfuerzos como reformador se dirigieron al mejoramiento de la liturgia y a la reforma de las órdenes monásticas orientales.
La mayor parte de las liturgias que llevan el nombre de Basilio, en la forma presente, no son obra suya; sin embargo, mantienen reminiscencias de su actividad en este campo, al establecer fórmulas para las oraciones de la liturgia y al promover el canto en la misa. Hay una liturgia que puede serle atribuida, se trata de La divina liturgia de Basilio el Grande, una liturgia que es algo más larga que la más celebrada Divina liturgia de Juan Crisóstomo; todavía es utilizada en determinadas festividades en las Iglesias Católicas Bizantinas y en la Iglesia Ortodoxa Bizantina, tales como los domingos de cuaresma.
Todas sus obras, así como unas pocas falsamente atribuidas, están disponibles en Patrologia Graeca, que incluye traducciones latinas de calidad variable. De muy pocas hay una edición crítica.

## Bibliografía

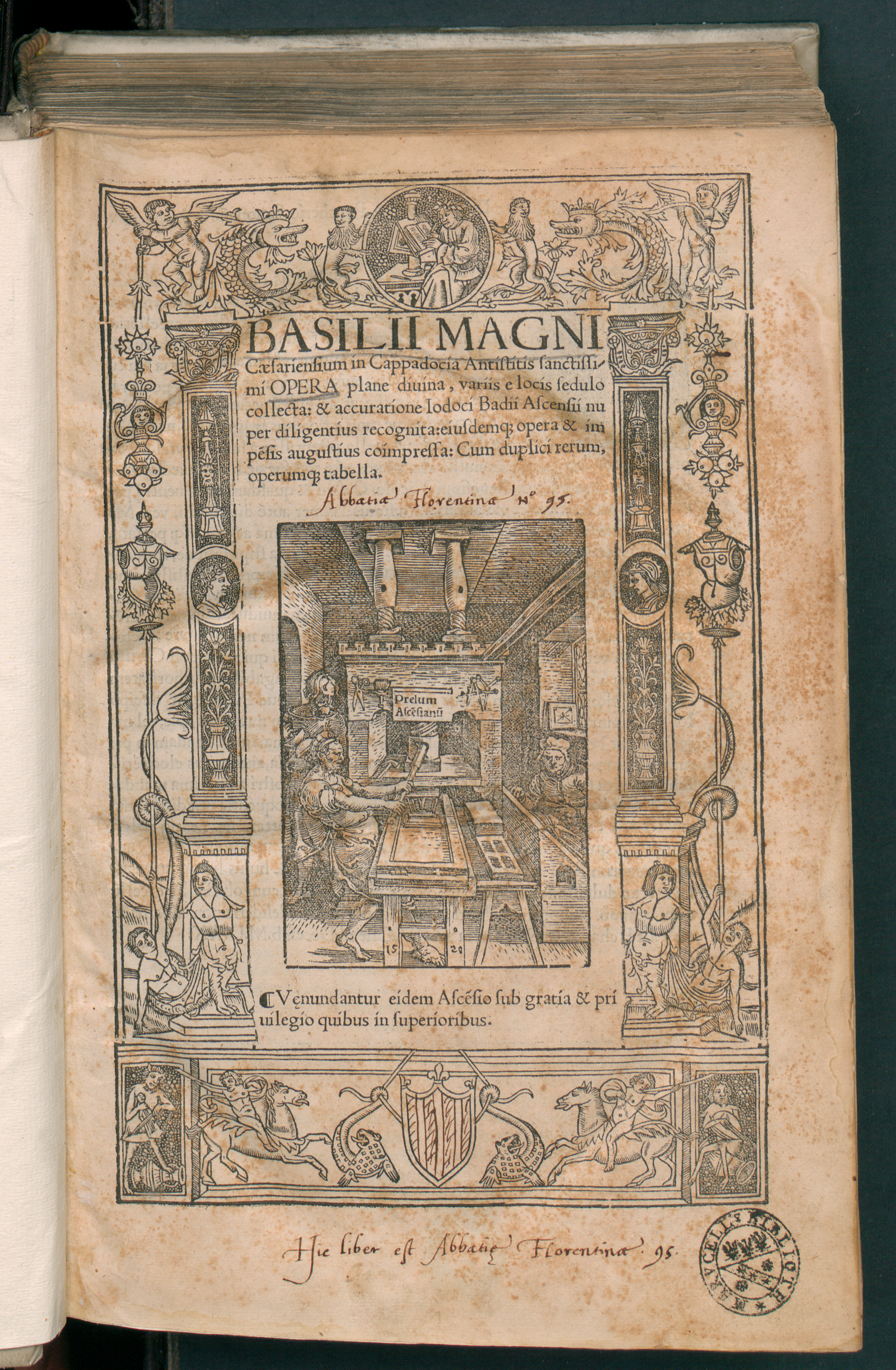
Basilii Magni Opera, 1540